# Родовід (телесеріал)
«Родовід» (англ. Bloodline) — американський багатосерійний драматичний трилер, створений Тоддом і Ґленном Кесслерами (відомими за роботою над серіалом «Сутичка»), за участі Даніеля Зельмана та спродюсований компанією Sony Pictures Television. Усі серії першого сезону вийшли на каналі Netflix 20 березня 2015 року. До цього, 9 лютого 2015 року, серіал продемонстрований на 65-му Берлінському кінофестивалі. Другий сезон, вийшов 27 травня 2016 року. Netflix поновив серіал на третій сезон, вихід якого запланований у 2017 році.

## Сюжет
| Сезон | Сезон | Епізоди | Прем'єра        |
| ----- | ----- | ------- | --------------- |
|       | 1     | 13      | 20 березня 2015 |

Сюжет серіалу розгортається навколо родинного клану Рейбернів, що живуть, на перший погляд, безтурботнім життям у мальовничому куточку Флорида-Кіс та володіють маленьким готелем на узбережжі. Святкування 45-річчя готелю збирає всю родину разом. Зокрема, повертається найстарший син Денні, відчужений від родини через давній конфлікт з деспотичним батьком, що повертає колишні суперечки та відкриває трагічне минуле родини. Після того, як мати запропоновує Денні залишитись і допомагати доглядати готель, він стає причетним до контрабанди наркотиків та безпосередньо ставить у небезпеку всіх, хто його оточує. Це змушує молодших братів, — Джона і Кевіна, та їх сестру Меґ піти на все можливе задля врятування надбань родини Рейбернів. Історія про дорослих братів і сестер, чиї секрети спливають назовні, коли їх брат, який є ганьбою їх сім'ї, повертається додому.

## Актори та дійові особи

### Головні
- Кайл Чендлер — Джон Рейберн (англ. John Rayburn), середній син, помічник місцевого шерифа
- Бен Мендельсон — Денні Рейберн (англ. Danny Rayburn), найстарший син, «паршива вівця» у родині
- Лінда Карделліні — Меґ Рейберн (англ. Mag Rayburn), молодша сестра, наймолодша дитина у родині, юрист
- Норберт Ліо Батц[en] — Кевін Рейберн (англ. Kevin Rayburn), молодший брат, має бізнес з ремонту човнів, що занепадає
- Джасінда Барретт — Даяна Рейберн (англ. Diana Rayburn), дружина Джона
- Джеймі Макшейн — Ерік О'Баннон (англ. Eric O'Bannon), друг Денні, колишній засуджений
- Енріке Марс'яно[en] — Марко Діас (англ. Marco Diaz), детектив поліції, співробітник Джона та хлопець Меґ
- Сем Шепард — Роберт Рейберн (англ. Robert Rayburn), патріарх родини, батько Денні, Джона, Кевіна і Меґ
- Сісі Спачек — Саллі Рейберн (англ. Sally Rayburn), мати Денні, Джона, Кевіна і Меґ
- Джон Легуізамо — Оззі Дельвеччіо (англ. Ozzy Delvecchio)[4]
- Андреа Райзборо — Еванджелін (англ. Evangeline)[4]

### Другорядні
- Хлоя Севіньї — Челсі О'Баннон (англ. Chelsea O'Bannon), молодша сестра Еріка
- Кеті Фіннеран[en] — Бель Рейберн (англ. Belle Rayburn), дружина Кевіна
- Стівен Паскаль[en] — Алек Волос (англ. Alec Wolos) клієнт та коханець Меґ
- Мія Кіршнер — жінка в автобусі/Сара Рейберн (англ. Sarah Rayburn), старша сестра (у зрілому віці), що загинула у дитинстві
- Брендан Ларракуенте — Бен Рейберн (англ. Ben Rayburn), син Джона та Даяни
- Тейлор Рув'є — Джейн Рейберн (англ. Wayne Lowry), дочка Джона та Даяни
- Ґленн Моршауер — Уейн Лаурі (англ. Wayne Lowry), місцевий наркоторговець
- Джіно Венто — Рафі Кінтана (англ. Rafi Quintana), підлеглий Уейна Лаурі
- Елієзар Кастро — Карлос Мехія (англ. Carlos Mejia), колишній працівник готелю Рейбернів, клієнт Меґ
- Білл Келлі — Клей Ґрюнвальд (англ. Clay Grunwald), агент Управління боротьби з наркотиками
- Джеремі Палко — Ніколас Відмарк (англ. Nicholas Widmark), сусід Кевіна
- Френк Гойт Тейлор — Ленні Поттс (англ. Lenny Potts), друг Роберта, відставний детектив поліції
- Бо Бріджес — Рой Гілберт (англ. Roy Gilbert)

## Враження
Серіал отримав схвальні відгуки критиків за вдалий підбір акторського складу, чудову гру акторів, зокрема Кайла Чендлера і Лінди Карделліні, атмосферний нуар на тлі тропічної Флориди та неспішний послідовний розвиток сюжету.

### Нагороди
| Рік  | Нагорода                                 | Категорія                                                                                    | Номінанти                                                                    | Результат |
| ---- | ---------------------------------------- | -------------------------------------------------------------------------------------------- | ---------------------------------------------------------------------------- | --------- |
| 2015 | Вибір телевізійних критиків              | Найкраща чоловіча роль другого плану у драматичному телесеріалі                              | Бен Мендельсон                                                               | Номінація |
| 2015 | 67-ма Прайм-тайм премія «Еммі»           | За найкращу чоловічу роль у драматичному телесеріалі                                         | Кайл Чендлер                                                                 | Номінація |
| 2015 | 67-ма Прайм-тайм премія «Еммі»           | За найкращу чоловічу роль другого плану у драматичному телесеріалі                           | Бен Мендельсон                                                               | Номінація |
| 2015 | Премія EWwy (Entertainment Weekly)       | Найкраща жіноча роль другого плану у драматичному телесеріалі                                | Сіссі Спейсек                                                                | Номінація |
| 2015 | Премія Artios                            | Найкращій кастинг у драматичному телесеріалі                                                 | Дебра Зейн, Лорі Уіман, Шейна Марковіц, Марі-Теріз Вербруґґен, Ерін Фраґетта | Номінація |
| 2015 | 68-ма Премія Гільдії сценаристів Америки | Найкращій новий серіал                                                                       | 'Родовід'                                                                    | Номінація |
| 2016 | 73-я Премія «Золотий глобус»             | За найкращу чоловічу роль другого плану у телесеріалі, міні-серіалі або телевізійному фільмі | Бен Мендельсон                                                               | Номінація |